# إولينا كوبرين
إولينا كوبرين (بالبولندية: Ewelina Kobryn) مواليد 7 مايو 1982 في بولندا، هي لاعبة كرة سلة بولندية. بدأت مسيرتها الاحترافية في سنة 2011. تلعب مع نادي فنربخشة كلاعب وسط. وتحمل الرقم 22. فازت بلقب دوري المحترفات.

## المسيرة الاحترافية
لعبت مع سياتل ستورم في موسم 2011–2012، ثم لعبت مع فينيكس ميركوري في موسم 2014–2015، ثم لعبت مع نادي فنربخشة في سنة 2015.

## روابط خارجية
- إولينا كوبرين على موقع الاتحاد الدولي لكرة السلة (الإنجليزية)
- إولينا كوبرين على موقع الاتحاد الوطني لكرة السلة النسائية (الإنجليزية)
- إولينا كوبرين على موقع كرة السلة الأوروبية.كوم (الإنجليزية)
- إولينا كوبرين على موقع بروبوليرز (الإنجليزية)
- إولينا كوبرين على موقع سبورتس رفرنس (الإنجليزية)